# Orbea
Orbea S. Coop. — испанская кооперативная компания-производитель велосипедов и спортивного инвентаря. Штаб-квартира находится в городе Мальявия провинции Бискайя в составе автономного сообщества Страна Басков, там же расположен крупнейший завод. Другие производства находятся в Португалии и Китае. Годовой оборот компании составляет примерно 75 миллионов евро, штат состоит из 280 сотрудников.
Основана в 1840 году как семейный бизнес по производству стрелкового оружия, в основном револьверов. В 1930-х годах компания переходит на выпуск велосипедов. В 1971 году, после кризиса, связанного с сокращением спроса на велосипеды в Испании, Orbea становится кооперативной компанией и входит в состав Мондрагонской кооперативной корпорации. С 1997 года компания проводит политику делокализации, в результате которой быстро расширяет рынок сбыта за пределы Испании и показывает устойчивые показатели экономического роста.

## Структура

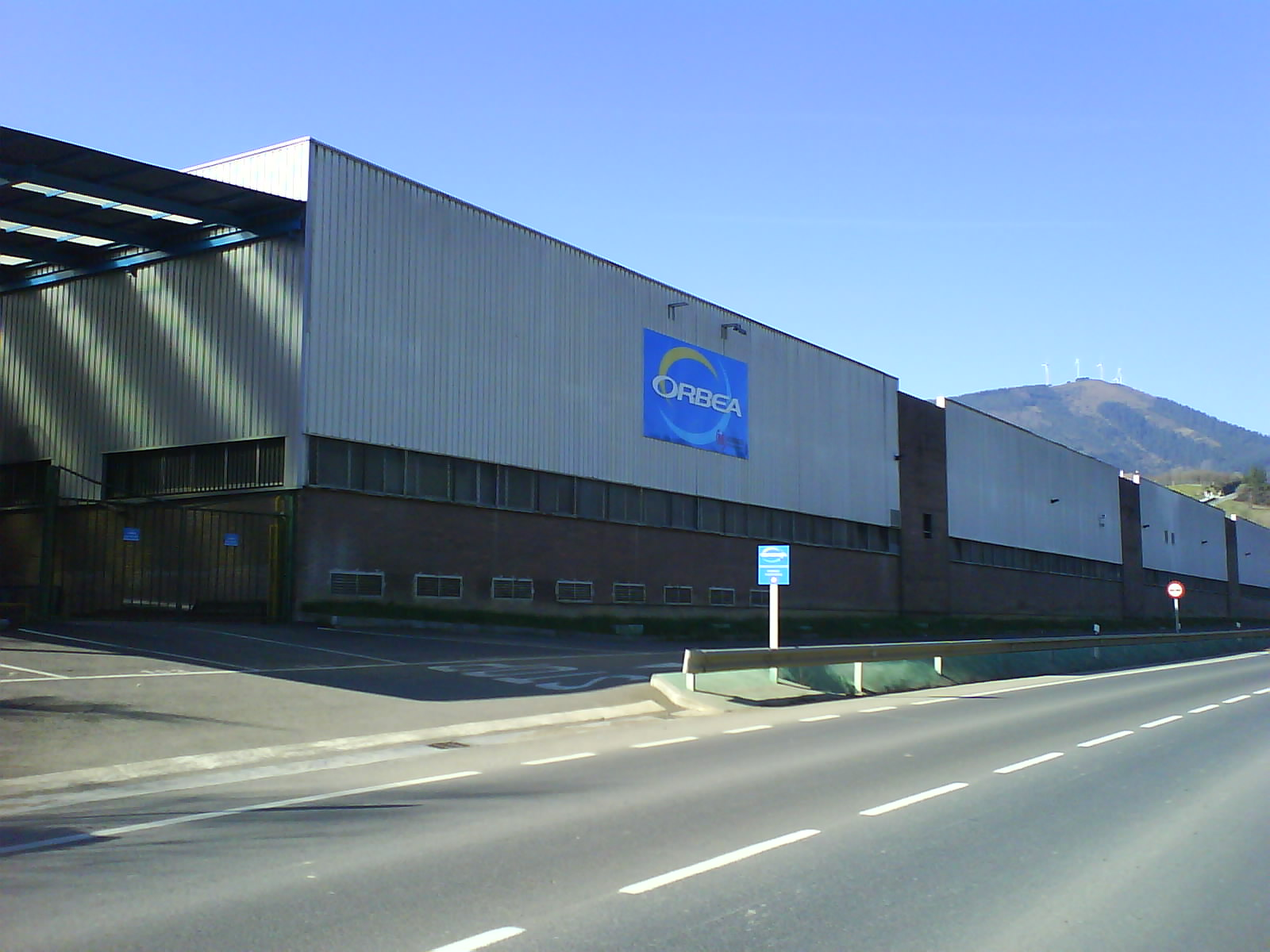
Здание завода Orbea в Мальявии, 2008 год

Одной из приоритетных задач в развитии компании является её делокализация, вызванная стремлением упрочить позиции на рынке в качестве международной компании. В рамках политики делокализации были созданы заводы в Португалии и Китае, офис по логистике, дистрибуции и производству в Гонконге, бизнес-офисы в ряде стран Европы, а также подразделения в США и Австралии.
При этом не было остановлено и производство на родине компании — в Испании. Штаб-квартира Orbea в Мальявии была превращена в мощный научно-конструкторский центр и координационный логистический центр, откуда ведётся управление всей международной компанией.
По данным на 2014 год, компания представлена в 65 странах и располагает рядом офисов по всему миру:
- Orbea S. Coop (Мальявиа, Бискайя, Страна Басков, Испания) — штаб-квартира компании; здесь же расположены научно-конструкторский центр, работающий на обеспечение европейского рынка завод, центр обслуживания клиентов и маркетинговый центр. Здесь сосредоточено 180 сотрудников компании из общего числа в 280 человек[1].
- Orbea (Kunshan) Co. Ltd. (Куньшань, Сучжоу, Цзянсу, Китай) — маркетинговый центр, центр продаж и обслуживания клиентов, также здесь расположен один из трёх заводов Orbea.
- Orbea Portugal (Амора, Сетубал, Португалия) — центр продаж, а также завод.
- Orbea Australia (Южный Мельбурн, Виктория, Австралия) — маркетинговый центр, центр продаж и обслуживания клиентов.
- Orbea U.S.A. (Литл-Рок, Арканзас, США)[6] — маркетинговый центр, центр продаж и обслуживания клиентов.
- Orbea Hong Kong Ltd. (Гонконг, Китай) — конструкторское бюро и логистический центр.
- Orbea France (Бидарт, Атлантические Пиренеи, Франция) — центр продаж и проектировочное бюро.
- Orbea UK (Ипсуич, Суффолк, Великобритания) — центр продаж.
- Orbea Italia (Рим, Италия) — центр продаж.
- Orbea Nederland (Денекамп, Оверэйссел, Нидерланды) — центр продаж.
- Orbea Deutschland (Хюфинген, Баден-Вюртемберг, Германия) — центр продаж.
- Orbea Belgique (Мееф, Льеж, Бельгия) — центр продаж.
- Orbea Österreich (Филлах, Каринтия, Австрия) — центр продаж.

## История

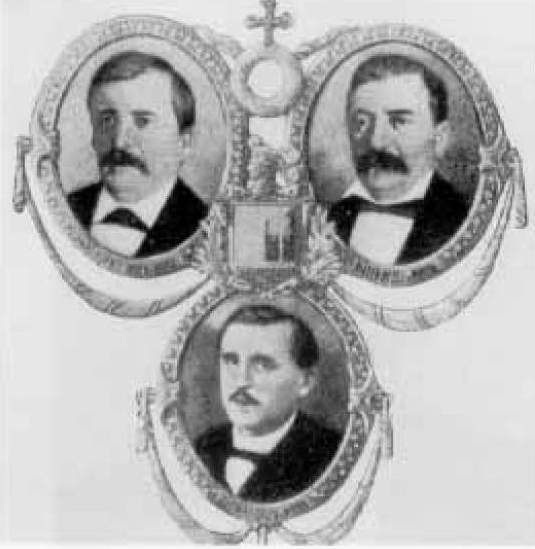
Братья Хуан Мануэль, Матео и Казимиро Орбеа — основатели компании Orbea

Компания была основана в 1840 году в баскском городе Эйбаре как семейный бизнес по производству стрелкового оружия. У её истоков стояли братья Хуан Мануэль, Матео и Казимиро Орбеа, в связи с чем компания в 1860 году получила название Orbea Hermanos (братья Орбеа). Фирма специализировалась на производстве револьверов и пистолетов. В 1890 году компания построила свою небольшую гидроэлектростанцию, позволившую не только первыми в Эйбаре электрифицировать производство, но и получить шедший на продажу избыток энергии. В 1895 году, после смерти братьев-основателей компании, она получает название Orbea y Cia. Sociedad comanditaria (Коммандитное общество «Орбеа и Ко») и вскоре становится одним из ведущих производителей стрелкового оружия в Испании. К этому времени фирма производила около 50 тысяч револьверов в год и, кроме того, занималась выпуском охотничьих ружей и мелких вещей из перламутра.
В 1906 году фабрика располагала 406 сотрудниками, имелось три гидроэлектростанции (две в Эльгойбаре и одна в Пласенсиа-де-лас-Армас). 90 % продукции шло на экспорт. В этому времени на заводе в Эйбаре было производство патронов, составлявшее около 25 тысяч единиц в день. С целью расширения рынка в 1907 году компанией был открыт завод патронов в Буэнос-Айресе, обеспечивающий производство 36,6 миллионов патронов в год, однако в 1912 году Orbea была вынуждена прекратить производство патронов в Эйбаре.
Начавшаяся в 1914 году Первая мировая война резко расширила спрос на оружие и боеприпасы, благодаря чему компания, чей штат состоял тогда из 400 сотрудников, смогла резко увеличить производственные мощности. Так в 1916 году было реализовано 725 183 единиц оружия. Окончание войны и вызванное им падение спроса привело Orbea к кризису, выход из которого виделся в диверсификации производства. При этом не прекращался и выпуск оружия на эйбарском заводе, на котором было занято 300 сотрудников. в 1924 году ими было выпущено 40 тысяч револьверов. В 1926 году проблемы в семействе Орбеа привели к разделению компании на две самостоятельные фирмы: одна под названием Orbea y Compañía начинает выпуск велосипедов на заводе в Эйбаре, другая — Hijos de Orbea Sociedad en Comandita (Коммандитное общество «Сыновья Орбеа») — занимается производством патронов в баскской Витории и спустя многие годы поглощается Испанским союзом взрывчатых веществ.

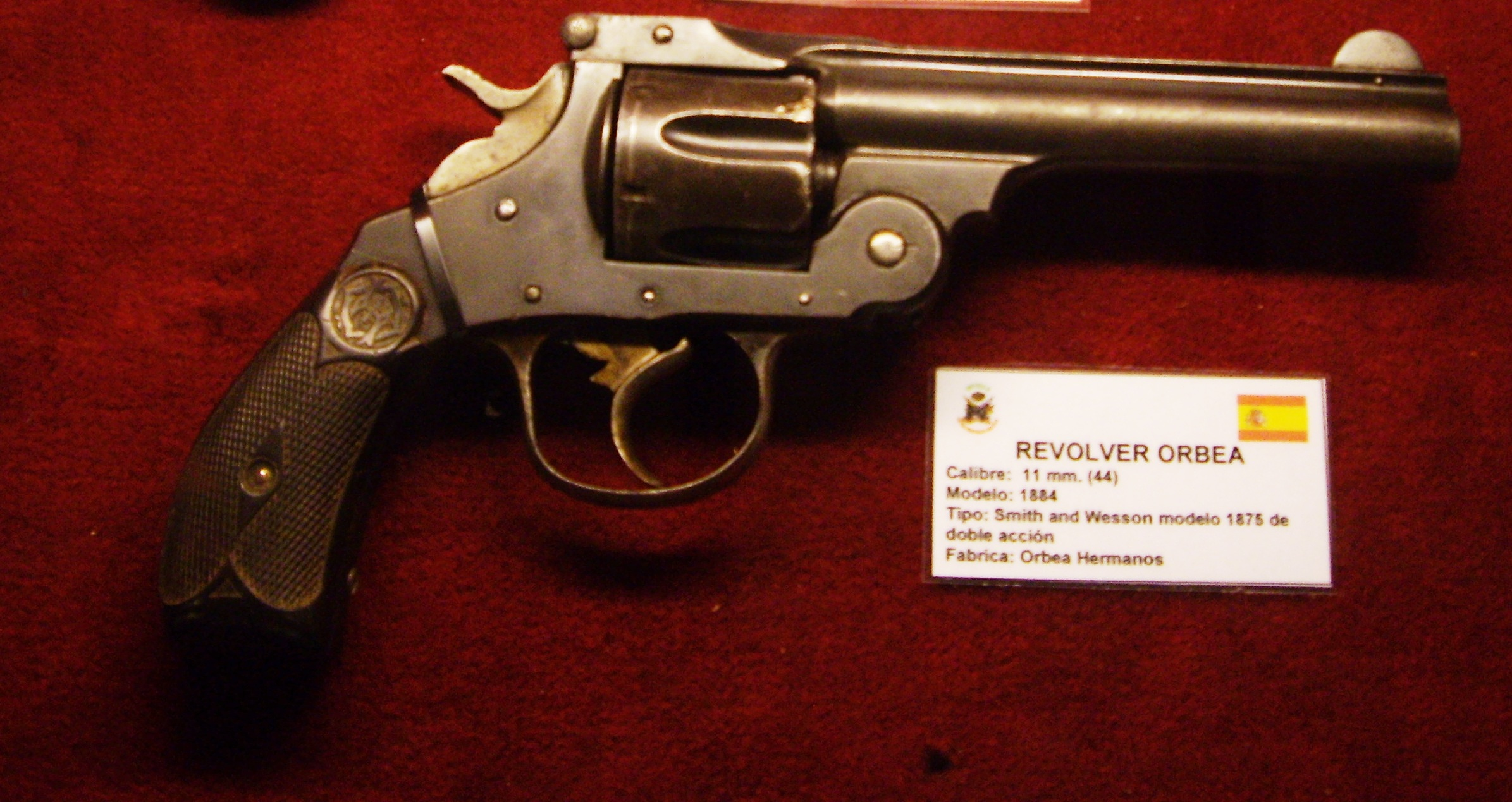
Револьвер производства Orbea Hermanos. Музей военной истории в Севилье

Эйбарская компания уже под названием Orbea y Cía. S.A. продолжила выпуск револьверов, расширив при этом ассортимент за счёт машинного оборудования, детских колясок, прессов, токарных, фрезерных и сверлильных станков, а также перламутровых кнопок и запонок. К концу 1930-х годов компания под руководством Эстебана Орбеа постепенно отказывается от производство оружия с целью начать выпуск велосипедов. Велосипедное производство, потребовавшее больших усилий, было организовано при помощи французских специалистов. При этом отмечается мастерство эйбарских работников, быстро сумевших освоить новые технологии. В этот же время компания начинает оказывать спонсорскую поддержку профессиональным велогонщикам, в частности Мариано Канардо, занявшему второе место на первой в истории Вуэльте (1935 год).
По окончании Гражданской войны в Испании 1936—1939 годов компания уже насчитывала 1000 сотрудников и производила 50 тысяч велосипедов в год. Развивая успех на рынке, в 1944 году Orbea выходит на автомобильный рынок, выпуская совместно с компанией эйбарской Electrociclos S. A. электрический мотоцикл и грузовой трицикл. Развивая это направление, в 60-е годы Orbea начинает выпуск велосипедов с мотором Velosolex по лицензии французского общества SACEM. В то же время сокращение внутреннего спроса на велосипеды приводит компанию к кризису.

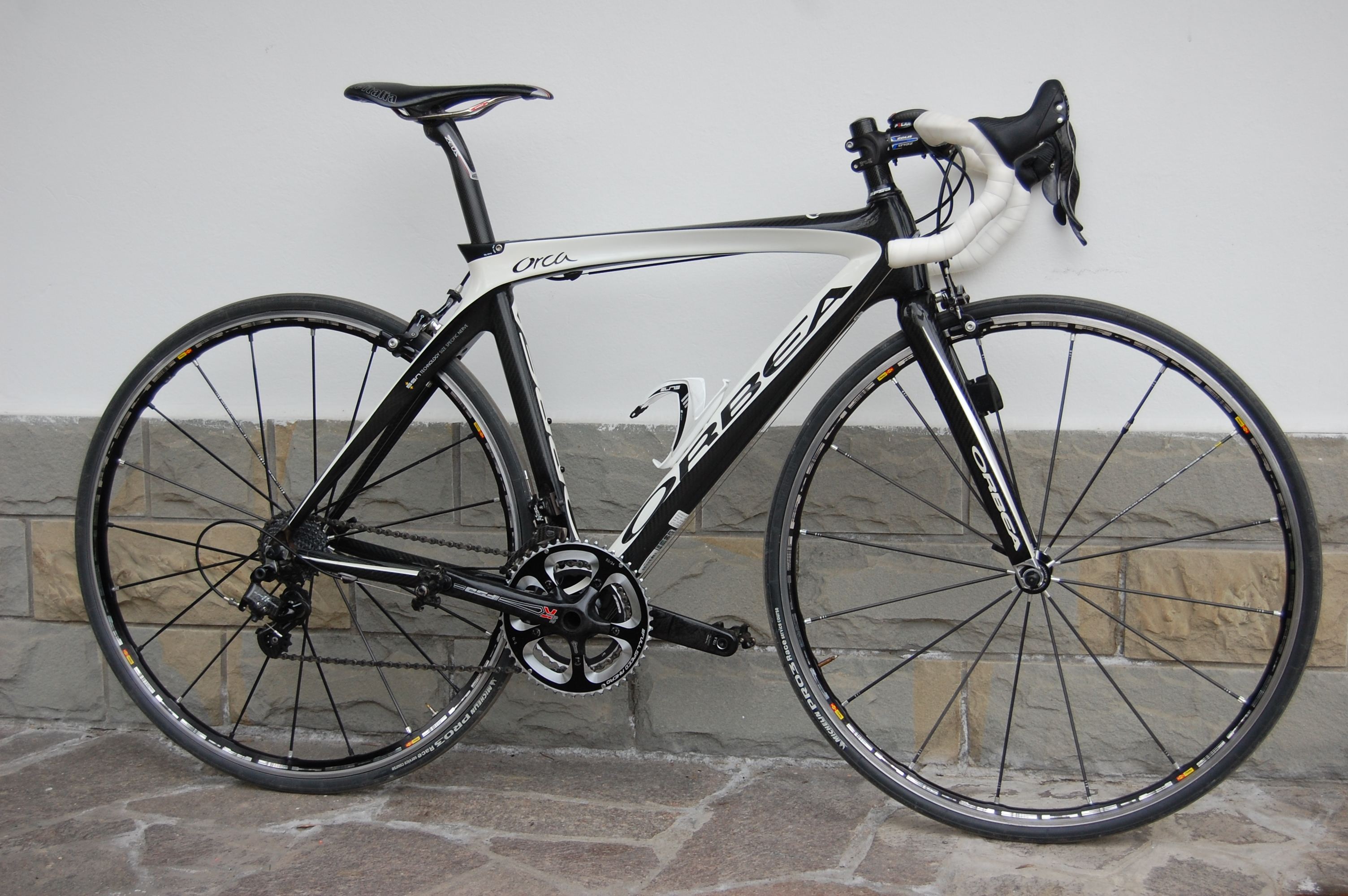
Orbea Orca — первый велосипед Orbea из углеродного волокна

В 1969 году в связи с ухудшением ситуации компания находилась на грани кризиса. Стремясь сохранить рабочие места, 1500 сотрудников фирмы старались убедить Эстебана Орбеа, последнего представителя семьи основателей компании, не продавать завод. В итоге было решено преобразовать Orbea в кооператив Orbea S. Coop. с передачей рабочим прав на бренд. 27 декабря 1971 года компания вошла в состав Мондрагонской кооперативной корпорации. В 1975 году компания перевела мощности из Эйбара в город Мальявиа. Восьмидесятые ознаменовались выходом компании на рынок горных велосипедов.
В 1997 году компания решает изменить стратегию и начать планомерный выход на международный рынок, тогда как раньше продукция продавалась только в Испании и лишь иногда поставлялась во Францию. Для достижения результата было решено сделать упор на развитие научно-конструкторского направления и добиться международной узнаваемости бренда Orbea. Для расширения рынка были открыты представительства в странах Европы, США, Австралии и Китае. В 2003 году компания создаёт свой первый велосипед из углеродного волокна — Orbea Orca. Первую победу Orca одержал уже в 2003 году, когда баскский велогонщик Ибан Майо выиграл на нём 8 этап Тур-де-Франс. В 2006 году велосипед был отмечен премией престижной выставки Eurobike.

## Спонсорская деятельность

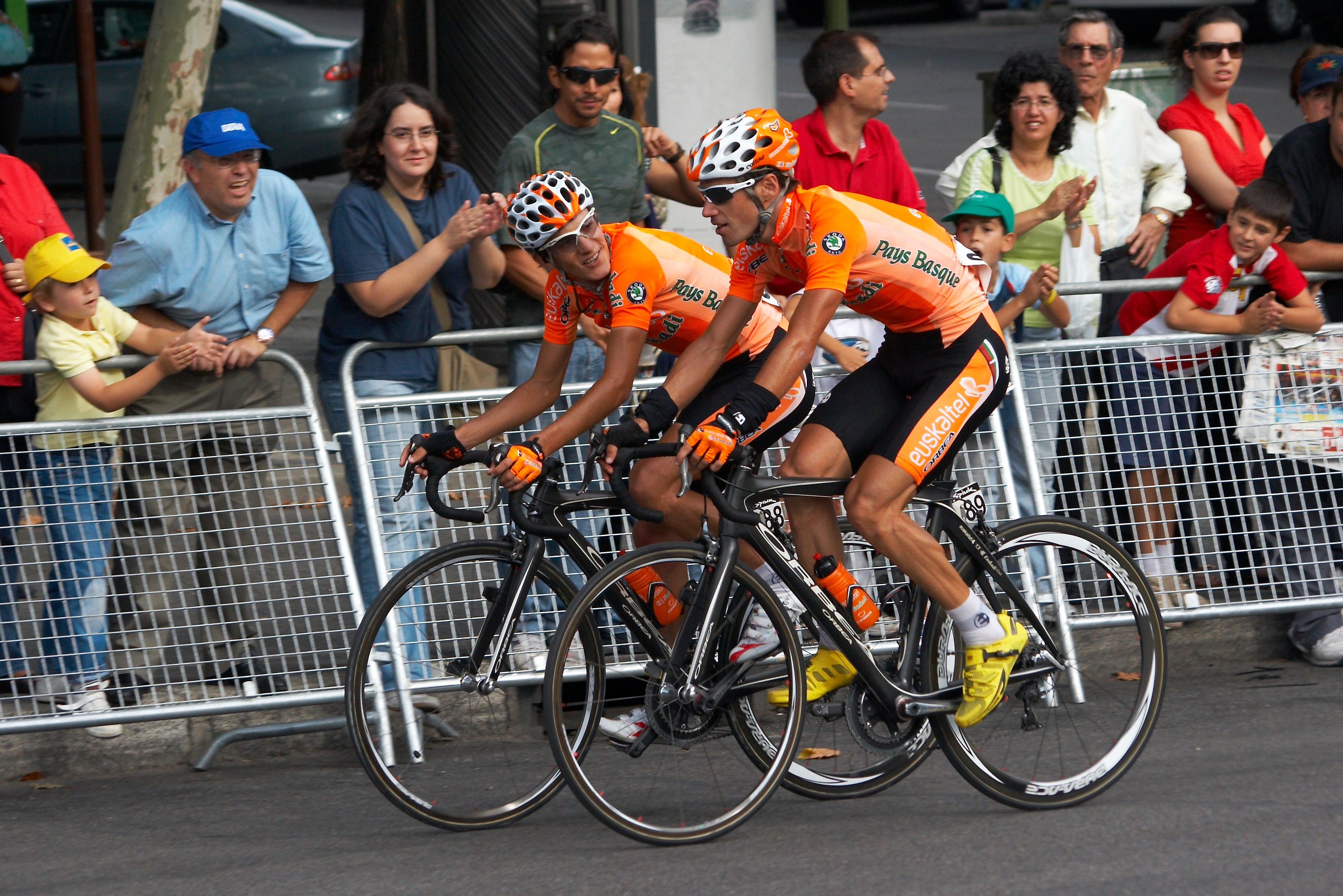
Гонщики команды Euskaltel-Euskadi на велосипедах Orbea. Вуэльта Испании, 2008

С 1970-х годов компания Orbea ведёт активную спонсорскую деятельность. В те времена Orbea спонсировала некоторые профессиональные велокоманды, такие как Grupo Deportivo Orbea-Danena. В 1985 году на велосипеде Orbea победителем Вуэльты Испании стал Педро Дельгадо. В 1992 году была создана профессиональная команда по маунтинбайку MBK Orbea Team, которую возглавлял Хокин Мухика, в 1994 году выигравший Чемпионат Испании по велокроссу.
Выдающимися для компании стали результаты Олимпийских игр в Пекине 2008 года, когда спортсмены на велосипедах Orbea завоевали сразу три медали: испанец Самуэль Санчес выиграл золото в групповой гонке, французы Жюльен Абсалон и Жан-Кристоф Перо завоевали в маунтинбайке золотую и серебряную награды соответственно. Узнаваемость бренда Orbea как среди профессиональных спортсменов, так и среди велолюбителей, росла также благодаря успехам американского триатлетиста Эндрю Стариковича, неоднократного рекордсмена соревнований Ironman.
Компания также являлась спонсором и поставщиком велосипедов для баскской профессиональной команды Euskaltel-Euskadi с момента её основания в 1994 году до ликвидации в 2013.

## Продукция

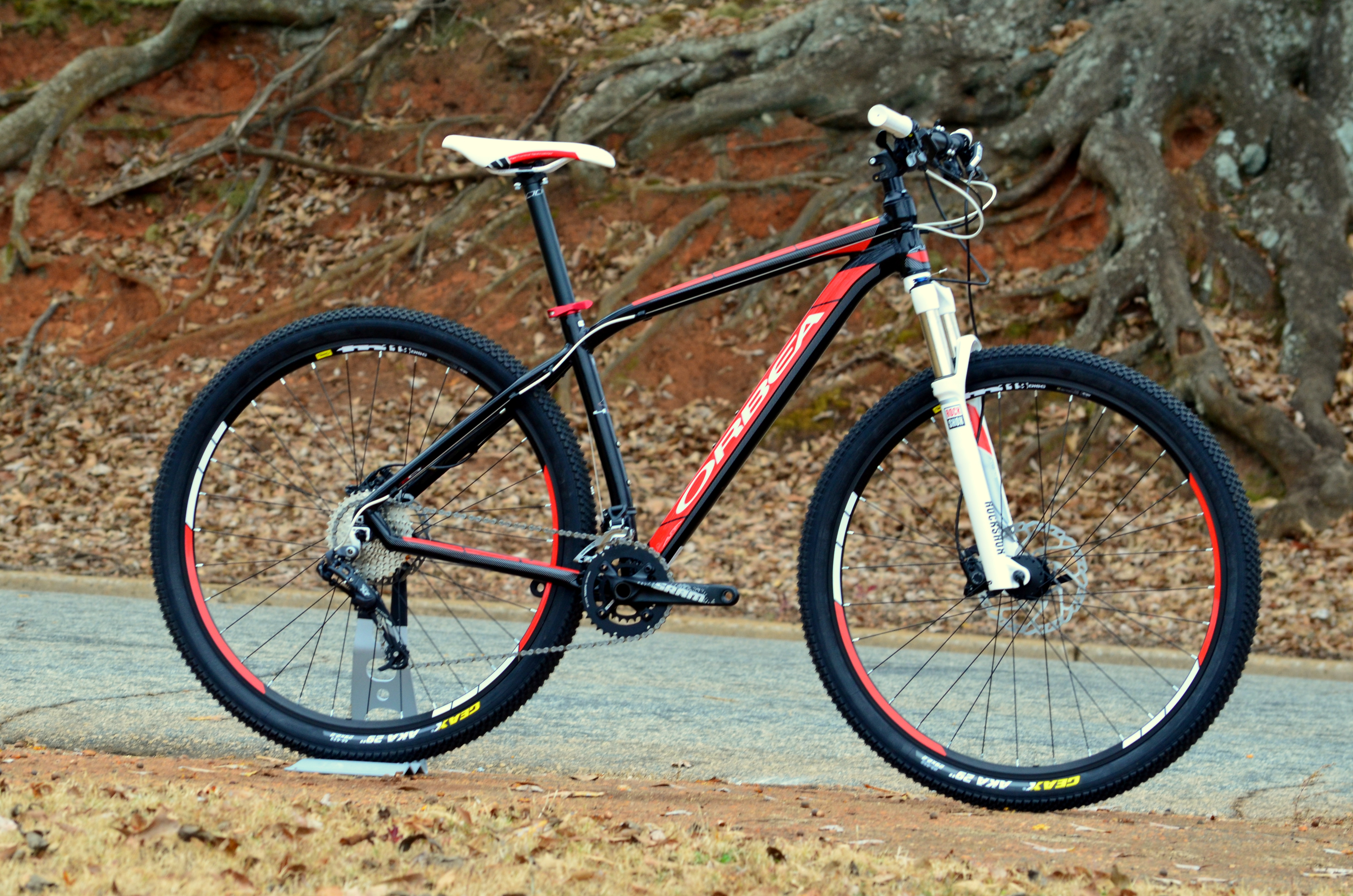
Твентинайнер Orbea Alma H50

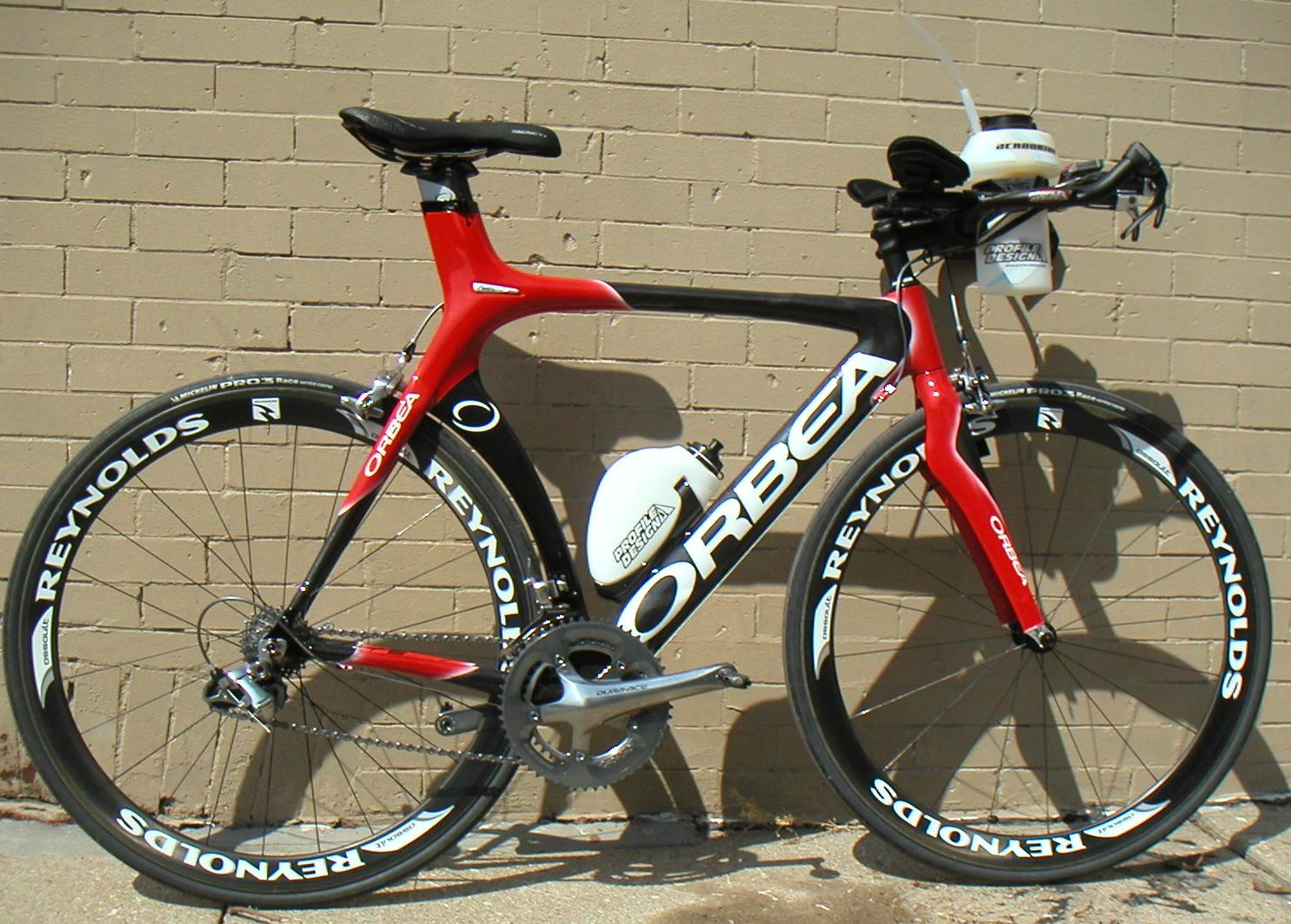
Карбоновый триатлоновый Orbea Ordu

Компания Orbea производит велосипеды по семи основным направлением:
- шоссейные велосипеды (road) — семейства Orca, Avant и Aqua;
- триатлоновые велосипеды (triathlon) — семейства Ordu и Orca Tri;
- горные велосипеды (mtb) — семейства Rallon, Occam, Oiz, Onna, Alma (в том числе 29er) и MX;
- универсальные велосипеды (all use) — семейства Sport и Comfort;
- прогулочные велосипеды (trekking) — семейства Comfort Equipped и Travel;
- городские велосипеды (urban) — семейства Rude (BMX), Dude (Fixie), Carpe (Speed), Boulevard (с открытой рамой) и Folding (складной);
- детские велосипеды (kids) — семейства Grow и MX[17].

Кроме того, компания занимается выпуском спортивного инвентаря, в частности велошлемов (шоссейно-трековый Odin, трековый Rune, горные M1 и M2, универсальный Ari, городской City, а также подростковая модельYouth и детская Kids), компрессионных костюмов и другой одежды для велоспорта.